# Puig de les Àguiles
El Puig de les Àguiles  és una muntanya de 371,9 metres que es troba al municipi de Girona, a la comarca del Gironès.